# Il tarlo del sospetto (romanzo Ruth Rendell)
Il tarlo del sospetto è un  romanzo della scrittrice britannica Ruth Rendell. È stato pubblicato nel Regno  Unito nel 1966 con il titolo Vanity Dies Hard e  negli Stati Uniti con il titolo  In Sickness and in Health. Il romanzo (non appartenente a una serie) è un thriller psicologico.

## Trama
Alice Fielding non ha notizie dell'amica Nesta Drage, scomparsa da tre mesi, durante la notte che precedeva il suo trasloco a Londra. Quando perciò arrivano due lettere con il nuovo indirizzo, Alice trova naturale andare da Nesta. Scopre così che l'indirizzo  è inesistente e, dopo alcune ricerche, si rende conto che l'amica è davvero svanita e la sua posta viene inoltrata a un sordido albergo, dove viene a ritirarla un sedicente signor Drage. Ma Nesta è vedova e Alice fa anche un'altra scoperta: tutti i suoi vestiti e le scarpe sono rimasti in casa di un vicino, il signor Feast, che doveva ospitarla l'ultima notte, quando lei era scomparsa. L'ansia fa ammalare Alice, la quale comincia a soffrire di nausee, mancamenti e attacchi di assurde paure.
Il medico di Nesta, Alice e tutto il resto della famiglia, Harry Blunden, ha comportamenti piuttosto strani e non si pronuncia sullo stato di salute dell'ammalata. Tutti sanno che è innamorato di lei, che invece si è innamorata a trentasette anni del giovane insegnante Andrew Fielding e lo ha sposato, nonostante le perplessità della famiglia: infatti Alice, il fratello Hugo e lo zio Justin sono ricchi proprietari di una fabbrica. Pensando che Andrew mirasse ai soldi di Alice, gli è stato elargito un posto nella direzione della fabbrica, ma non sono mancati comportamenti sgradevoli verso di lui. Eppure Alice finisce per leggere in ogni azione di Andrew la volontà di ucciderla e convintasi che Nesta sia stata addirittura avvelenata al posto suo, la donna fugge nella notte di novembre ed è raccolta per caso da Harry, che vorrebbe spiegarle quel che succede, ma ingarbuglia ancor più la situazione.
L'improvvisa comparsa di Nesta causa un violentissimo choc in Alice. Per giunta l'amica è in forma splendida e sta per sposarsi con un ricco partito. Affetta da mixedema, Nesta aveva ingerito alcune pillole la sera precedente al suo trasferimento, ignorando quanto potessero farle male. Era quindi stata trovata incosciente da Harry che l'aveva portata al più vicino ospedale, dove era stata curata. Qui Nesta aveva letto romanzi di Anthony Trollope e in uno di questi, il Phineas Finn, aveva trovato il nome utilizzato per l'indirizzo fittizio. Il romanzo appartiene ad Andrew che l'aveva prestato ad Harry e questo aveva contribuito alla costruzione dei micidiali sospetti di Alice. E i suoi disturbi altro non sono che i sintomi di una gravidanza. Comprendendo di aver dato vita a fantasie molto dolorose e ingannevoli, Alice lascia Harry e Nesta senza cerimonie e torna a casa, ferita, ma decisa a difendere l'amore coniugale conquistato nonostante la sua età. L'anno dopo, i Fielding sono felici per la nascita del loro bimbo e per la pubblicazione di un saggio di Andrew, dedicato al tempo di Trollope.

## Personaggi
- Alice, nata Whittaker e sposata Fielding, 38 anni, ricca titolare con il fratello Hugo e lo zio Justin di una fiorente fabbrica.
- Andrew Fielding, marito di Alice. Molto più giovane di lei, fa l'insegnante, anche se i Whittaker hanno deciso di dargli un posto nella fabbrica.
- Hugo, fratello di Alice.
- Jackie, moglie di Hugo e madre dei loro bambini Mark e Christopher.
- Justin, zio di Hugo e Alice, ha fatto loro da paddre e ha rapporti quotidiani con i nipoti anche al di fuori del lavoro.
- Pernille, domestica danese di Alice e Andrew.
- signora Johnson, governante di zio Justin.
- Nesta Drage, amica di Alice, vedova a 28 anni, scomparsa misteriosamente.
- signor Feast, commerciante alimentare, soprattutto di latticini.
- Daphne Feast, figlia di Feast, molto giovane, lo aiuta o sostituisce nel negozio.
- Harry Blunden, medico di tutti i Whittaker, i Feast e di Nesta.

## Opere derivate
Il romanzo è stato adattato per la serie televisiva Ruth Rendell Mysteries, in tre episodi trasmessi nell'ottava  stagione (1995), il 24 marzo, il 31 marzo e il 7 aprile.

## Edizioni in italiano
- Ruth Rendell, Il tarlo del sospetto, traduzione di Mauro Boncompagni, Milano: A. Mondadori, 1989
- Ruth Rendell, Il tarlo del sospetto, collana Il Giallo Mondadori n. 2236, Milano, 1991
- Ruth Rendell, Il tarlo del sospetto, Novara: Mondadori-De Agostini, 1991
- Ruth Rendell, Il tarlo del sospetto, traduzione di Mauro Boncompagni, collana Bestsellers n. 831, Milano: A. Mondadori, 1998
- Ruth Rendell, Le morti trasparenti, introduzione di Lia Volpatti, collana Omnibus gialli, Milano: A. Mondadori, 1995; (contiene: Vanity dies hard, The secret house of death, Make death love me, trad. di Mauro Boncompagni, Maddalena Damiani, Maria Luisa Vesentini Ottolenghi).